# Гостен
Гостен (нім. Hosten) — громада в Німеччині, розташована в землі Рейнланд-Пфальц. Входить до складу району Бітбург-Прюм. Складова частина об'єднання громад Шпайхер.
Площа — 2,88 км2. Населення становить 183 ос. (станом на 31 грудня 2020).